# Software de projeto de circuitos integrados
Um software de projeto de circuitos integrados (do inglês Electronic design automation, ou simplesmente EDA) refere-se a uma categoria de ferramentas focadas no projeto, concepção e produção de sistemas eletrônicos, abrangendo desde o projeto de circuitos integrados até o desenho de placas de circuito impresso.
Esta categoria de aplicações também é referenciada com o nome ECAD (do inglês Eletronic Computer-Aided Design).